# Shawn Graham

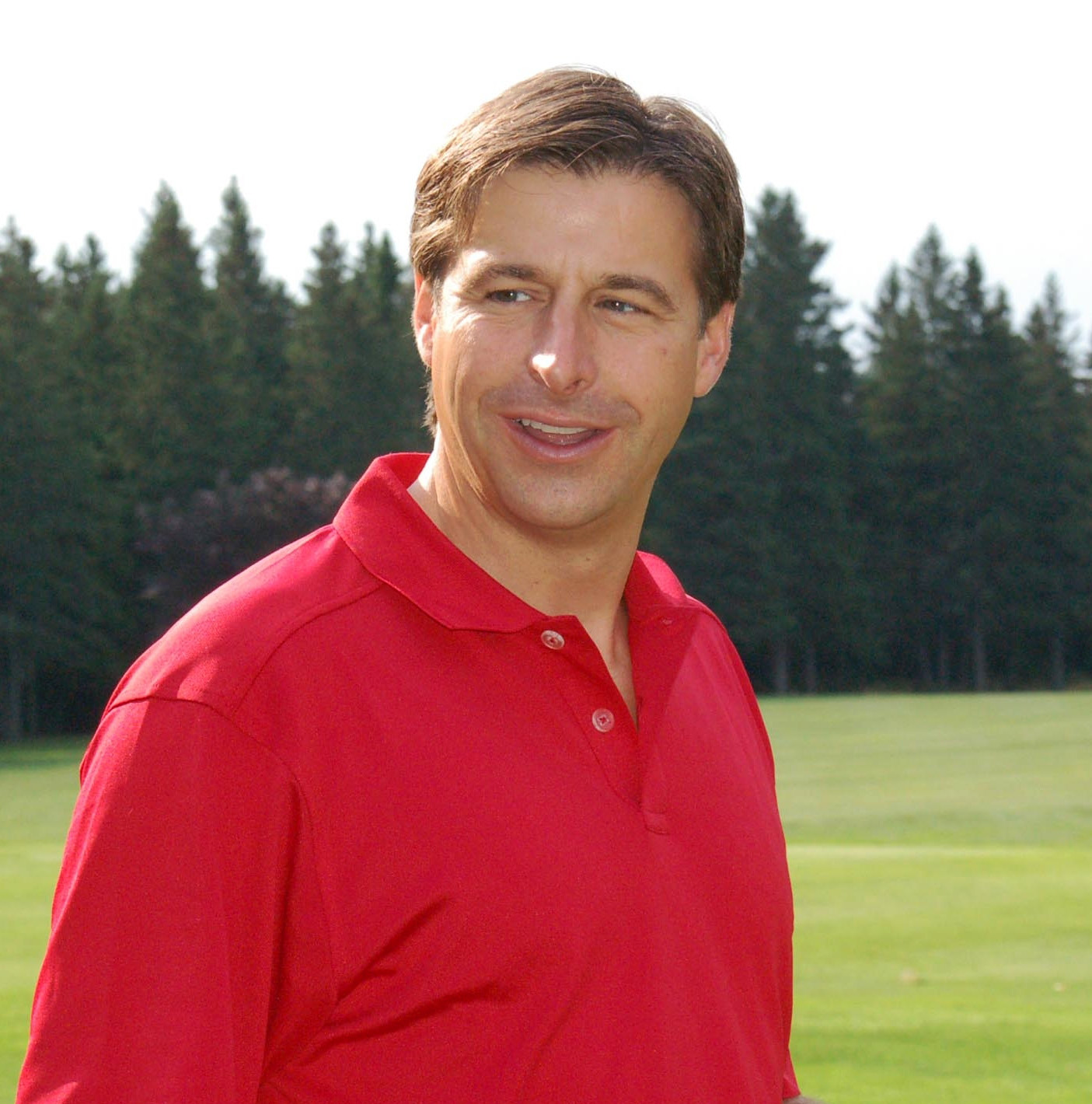
Shawn Graham (2007)

Shawn Michael Graham (* 22. Februar 1968 in Rexton, New Brunswick) ist ein kanadischer Politiker. Er war vom 3. Oktober 2006 bis zum 12. Oktober 2010 Premierminister der Provinz New Brunswick. Der ausgebildete Lehrer stieg 1998 in die Politik ein, als er in einer Nachwahl den zuvor von seinem Vater gehaltenen Sitz übernahm. 2002 wurde er zum Vorsitzenden der New Brunswick Liberal Association gewählt und führte vier Jahre lang die Opposition in der Legislativversammlung von New Brunswick an.

## Biografie
Sein Vater Alan Graham gehörte der Legislativversammlung 31 Jahre lang an und hat damit die längste Amtszeit aller Parlamentsabgeordneten in der Geschichte der Provinz. Sein Sohn Shawn ließ sich an der University of New Brunswick und an der St. Thomas University zum Lehrer ausbilden. Er war aber nur aushilfsweise in diesem Beruf tätig und arbeitete hauptsächlich in der öffentlichen Verwaltung. Nach dem Rücktritt des Vaters kandidierte Shawn Graham um den frei gewordenen Parlamentssitz im Wahlbezirk Kent und wurde im Màrz 1998 mit großem Vorsprung zu dessen Nachfolger gewählt.
Camille Thériault, der Parteivorsitzende der Liberalen, gab im März 2001 seinen Rücktritt bekannt, dessen Nachfolger sollte bei einem Parteitag im Mai 2002 bestimmt werden. Da es an Kandidaten mangelte, wurde Graham dazu bewogen, ebenfalls zu kandidieren. Entgegen den Prognosen konnte er sich im dritten Wahlgang durchsetzen und wurde neuer Vorsitzender. Obwohl Graham in der Öffentlichkeit wenig bekannt war, konnten die Liberalen im Juni 2003 ihren Wähleranteil um über sieben Prozent steigern und verfehlten die Mehrheit nur um zwei Sitze. Im Herbst 2004 lag Graham in den Meinungsumfragen erstmals vor dem progressiv-konservativen Regierungschef Bernard Lord. Im Februar 2006 entstand eine Pattsituation, als ein Mitglied der Regierung zurücktrat und sein Mandat als Unabhängiger ausübte.
Bei den vorgezogenen Neuwahlen im September 2006 konnten die Liberalen ihren Wähleranteil ausbauen und eine knappe Mehrheit der Sitze erringen. Vizegouverneur Herménégilde Chiasson vereidigte Graham am 3. Oktober als neuen Premierminister. Er übernahm zusätzlich die Leitung des Ministeriums für Kultur und Sport, außerdem war er für die Beziehungen zur Bundesregierung und den anderen Provinzen zuständig. Bei den Wahlen zum Provinzparlament im September 2010 musste die Liberale Partei eine Niederlage hinnehmen, woraufhin Graham sein Amt als Premierminister niederlegte.